# Carol Cleveland
Pour les articles homonymes, voir Cleveland (homonymie).
Carol Cleveland, née le 13 janvier 1942 à East Sheen est une actrice comique britannique.
Elle est connue pour ses apparitions dans le Monty Python's Flying Circus, où elle est une des seules présences féminines.
Elle apparaît aussi avec Spike Milligan dans le Benny Hill Show, The Two Ronnies, Le Saint et d’autres séries et films télévisés. Elle apparaît dans les quatre saisons de la série et dans les cinq films des Monty Python. Elle est appelée Carol Cleavage (en français : « Décolleté ») par les autres membres des Monty Python, et joue souvent une caricature, le stéréotype de la blonde bimbo, très belle mais peu intelligente.

## Biographie

### Jeunesse et formation
Carol Cleveland est née au Royaume-Uni. Après la Seconde Guerre mondiale, sa mère se remarie avec un officier de l'U.S Air Force qui les emmène aux États-Unis. Ils s'installent à San Antonio puis rejoignent le sud de la Californie. Inscrite au collège de Pasadena (en), elle fréquente le club d'artistes local. Elle prendra notamment part à la parade des roses ayant déjà le showbizz dans la peau. Tandis qu'elle suit des cours de danse classique, elle fréquente une troupe amateur et tient son premier rôle dans une pièce de théâtre. Elle s'inscrit ensuite dans une agence recrutant des mannequins adolescents au travers de laquelle elle prendra part à différents concours: Miss California Navy et Miss Teen Queen dans le magazine américain MAD.
En 1960, de retour à Londres, elle passe des auditions pour rentrer à la Royal Academy of Dramatic Art qu'elle intégrera en 1961. Elle y côtoie Anthony Hopkins, David Warner et Simon Ward, Lynda La Plante, John Hurt et son premier amour, Ian McShane. 
Alternant les contrats entre sa vie de modèle et celle d'actrice, elle tournera son premier film avec Sammy Davis Jr. et Peter Lawford : Sel, Poivre et Dynamite (Salt and Pepper, 1968). Sa carrière n'a fait ensuite que croître de manière constante.
On la retrouve dans des programmes comme Doctor at Large (en), L'Homme à la valise (Man in a Suitcase), différents jeux-télé, sit-com et deux séries de la BBC, The Lotus Eaters et One-Upmanship. On la verra également dans des séries culte comme Le Saint et Chapeau melon et bottes de cuir. Elle tournera au côté de David Niven, Shirley MacLaine, Peter Sellers et Charlie Chaplin.
En 1969, elle est sélectionnée dans un casting pour incarner le rôle de la fille dans quelques épisodes d'une nouvelle émission de la BBC intitulée Monty Python's Flying Circus. Cette collaboration perdurera dans le temps puisqu'on la retrouvera dans près de 30 des 45 épisodes de l'émission et dans l'ensemble des films des Monty Python.
Avec le temps, elle se consacrera davantage au théâtre. Elle incarnera ainsi Rusty, la femme de Lenny Bruce dans Lenny Bruce en 1975.
Le 29 novembre 2003, elle apparait sur la scène du Royal Albert Hall en compagnie de la plupart des Monty Python pour un concert hommage à George Harrison.
Carol Cleveland produit dans un one-woman show, Carol Cleveland Reveals All (« Carol Cleveland révèle tout »).

## Filmographie
- Strictly for the Birds (1963)
- Cracksman, The (1963)
- The Americanisation of Emily (1964)
- The Pleasure Girls (1965)
- La Comtesse de Hong Kong (A Countess from Hong Kong) (1967)
- Mister Ten Per Cent (1967)
- The Bliss of Mrs. Blossom (1968)
- Sel, Poivre et Dynamite (Salt and Pepper) (1968)
- The Adding Machine (1969)
- Alerte Satellite 02 (Moon Zero Two) (1969)
- If it's Tuesday this must be Belgium (1969)
- Pataquesse (And Now for Something Completely Different) (1971)
- All I Want Is You...and You...and You (1974)
- Les Temps sont durs pour Dracula (Vampira) (1974)
- Monty Python : Sacré Graal ! (Monty Python and the Holy Grail) (1974)
- Le Retour de la panthère rose (The Return of the Pink Panther) (1975)
- The Brutal Syndrome (1976)
- Monty Python : La Vie de Brian (Monty Python's Life of Brian) (1979)
- Monty Python à Hollywood (Monty Python Live at the Hollywood Bowl) (1980)
- Monty Python : Le Sens de la vie (Monty Python's The Meaning of Life) (1983)
- Funny Money (1983)
- Escort Girl (Half Moon Street) (1986)
- Every Home Should have One (1986)
- Les Nouvelles Aventures d'Annie (Annie: A Royal Adventure!) (TV) (1995)

## Émissions TV
- Dixon of Dock Green (1961)
- Play of the Week: 'The Touch of a Dead Hand' (1963)
- Sentimental Agent, The: 'May the Saints Preserve Us' (1963)
- Saint, The: 'The Sporting Chance' (1964)
- Man in Room 17, The: 'A Minor Operation' (1965)
- Saint, The: 'The Crime of the Century' (1965)
- Avengers, The: 'A Touch of Brimstone' (1966)
- Man in a Suitcase: 'The Sitting Pigeon' (1966)
- Play of the Week: 'A really Hot Jazz Piano' (1966)
- Play of the Week: 'The Other Man' (1966)
- About Face: 'Tourist Attraction' (1967)
- Ambassadors, The (BBC2 Play) (1967)
- Play of the Week: 'Design for Living' (1967)
- Egg on the Face of the Tiger, The (1968)
- Journey into the Unknown (1968)
- Land Of Hope and Gloria : 'Taste of England' (1968)
- Lee Oswald - Assassin (1968)
- Monty Python's Flying Circus (dans les quatre saisons) (1969 -1974)
- Father, Dear Father (1969)
- Hark at Barker (1969)
- Amicalement vôtre (The Persuaders) : Un risque calculé (Element of Risk), de Gerald Mayer (1971) : Fille à l'Aéroport
- Randell and Hopkirk: 'For the Girl Who Has Everything' (1971)
- Crime Of Passion, 'Chantal' (1973)
- Now Look Here (with Ronnie Corbett) (1973)
- Two Ronnies, The (1973)
- Spike Milligan Christmas Special: 'The Last Turkey in the Shop Window' (1974)
- Lotus Eaters, The (whole 1st series) (1975)
- Doctor At Large (1976)
- Oneupmanship (Whole series) (1976)
- Mike Yarwood Show, The (1983)
- Kelly Monteith Show (1984)
- Lenny Henry Show, The (1984)
- Are You Being Served?: 'Friends and Neighbours' (1985)
- Hilary (1986)
- Only Fools and Horses: 'Miracle at Peckham' (1986)
- Bourne Identity, The (U.S. Mini series) (1987)
- Fist of Fun, "Life and Times of Captain Oates" (1995)
- Thirty Years of Monty Python (1999)
- Collectors Lot Comedy Special (1999)
- Monty Python Tribute (2002)
- Time Shift: Straight Men (2002)

## Théâtre[5]
- Nymphs and Satires (1965)
- Anything for Baby (1969)
- Monty Python Live! (1971)
- Boeing-Boeing (1973)
- Dick Whittington (1973)
- Kennedy's Children (1974)
- Lenny (1975)
- Come Blow Your Horn (1976)
- Pleasure at Her Majesty's (1976)
- The Chiltern Hundreds (1977)
- Funny Peculiar (1977)
- Mother Goose (1977)
- Philanthropist, The (1977)
- Suicide in B Flat (1977)
- Travesties (1977)
- Dial "M" for "Murder" (1978)
- Player Piano (1978)
- Aladdin (1979)
- Cat on a Hot Tin Roof (1979)
- Fearless Frank (1979)
- Odd Couple, The (1979)

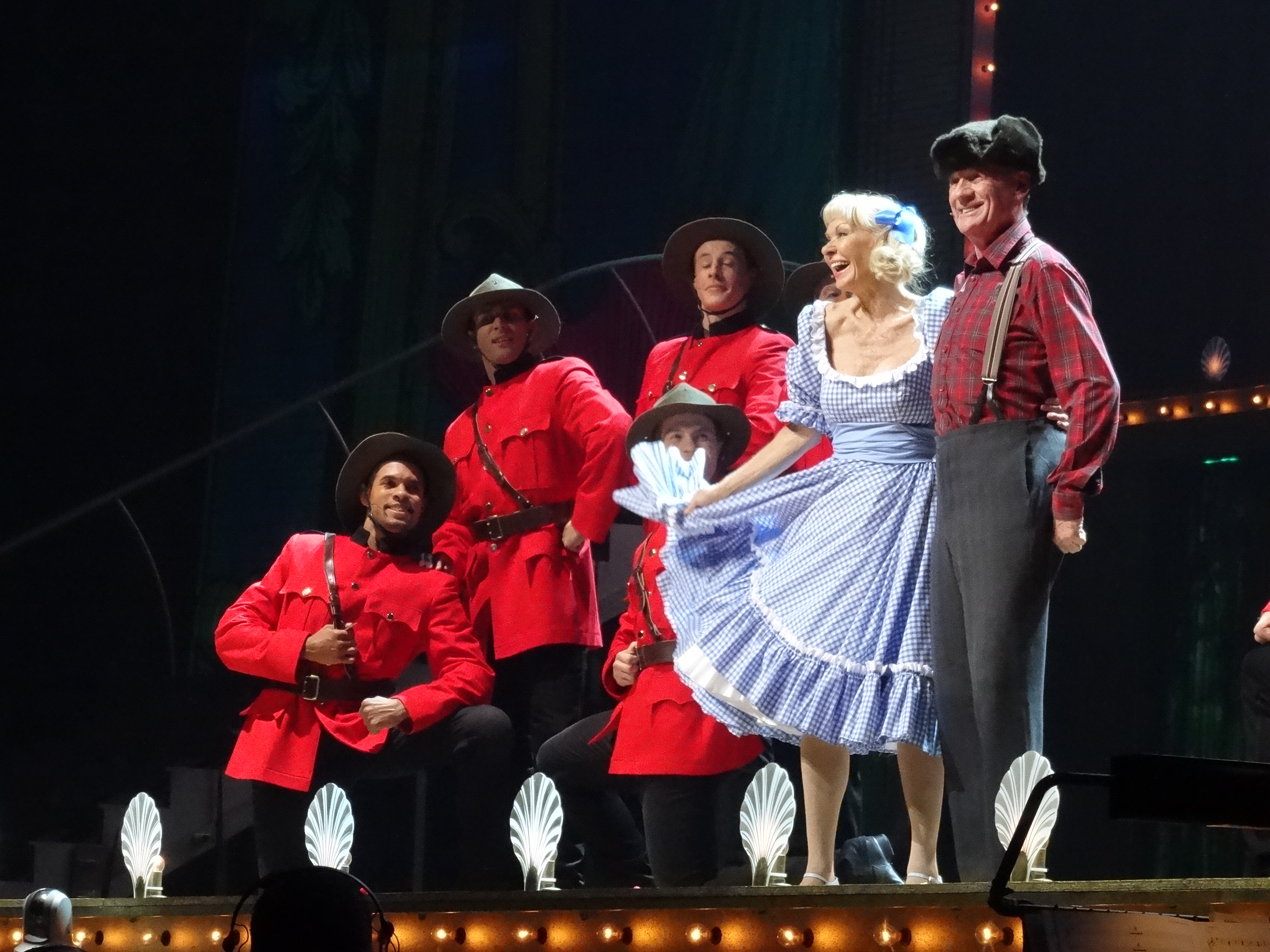
Carol Cleveland avec Michael Palin sur scène dans le sketch chanté The Lumberjack Song lors du spectacle Monty Python Live (Mostly), en juillet 2014.

- Sign in Sidney Brunstein's Window, The (1979)
- Wren, Pepys and Charlie too (1979)
- Killer on the Dance Floor (1980)
- Midsummer Night's Dream (1980)
- Not Now Darling (1981)
- What are You Doing Tonight (1981)
- Monty Python à Hollywood (Monty Python: Live At The Hollywood Bowl*) (1982)
- Born in the Gardens (1983)
- Lunch Hour (1983)
- Passion Play (1984)
- Way Upstream (1985)
- Comic Relief (1986)
- Guilty Conscience (1986)
- Nightcap (1986)
- Sting in the Tale, A (1987)
- The Glass Menagerie (1988)
- Touch of Danger, A (1988)
- Death of a Salesman (1989)
- The Pepys Show (1990)
- Two and Two Make Sex (1992)
- Song of a Bluefoot Man (1993)
- Pom Poms Up! (1994)
- Beauty & The Beast (1995)
- Peter Pan (1998)
- The Wizard of Oz (1999)
- Cinderella (2000)
- Concert for George (Harrison) (2002)
- Front Page (2002)
- Voices from September 11th (2002)
- Five Blue Haired Ladies Sitting on a Green Park Bench (2003)